# Torx

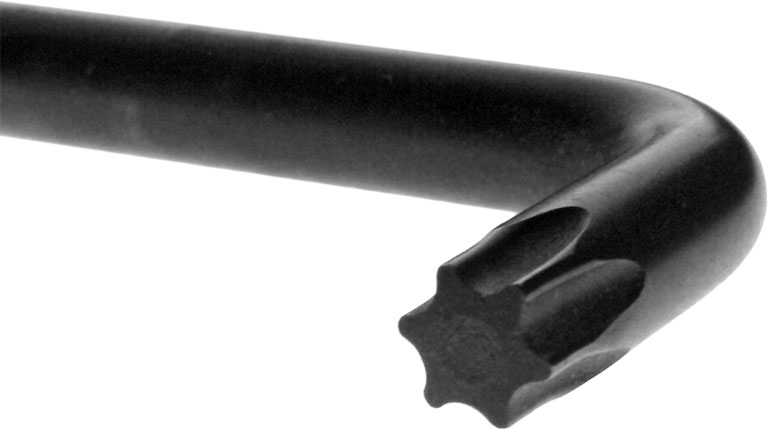
Ключ з наконечником Torx

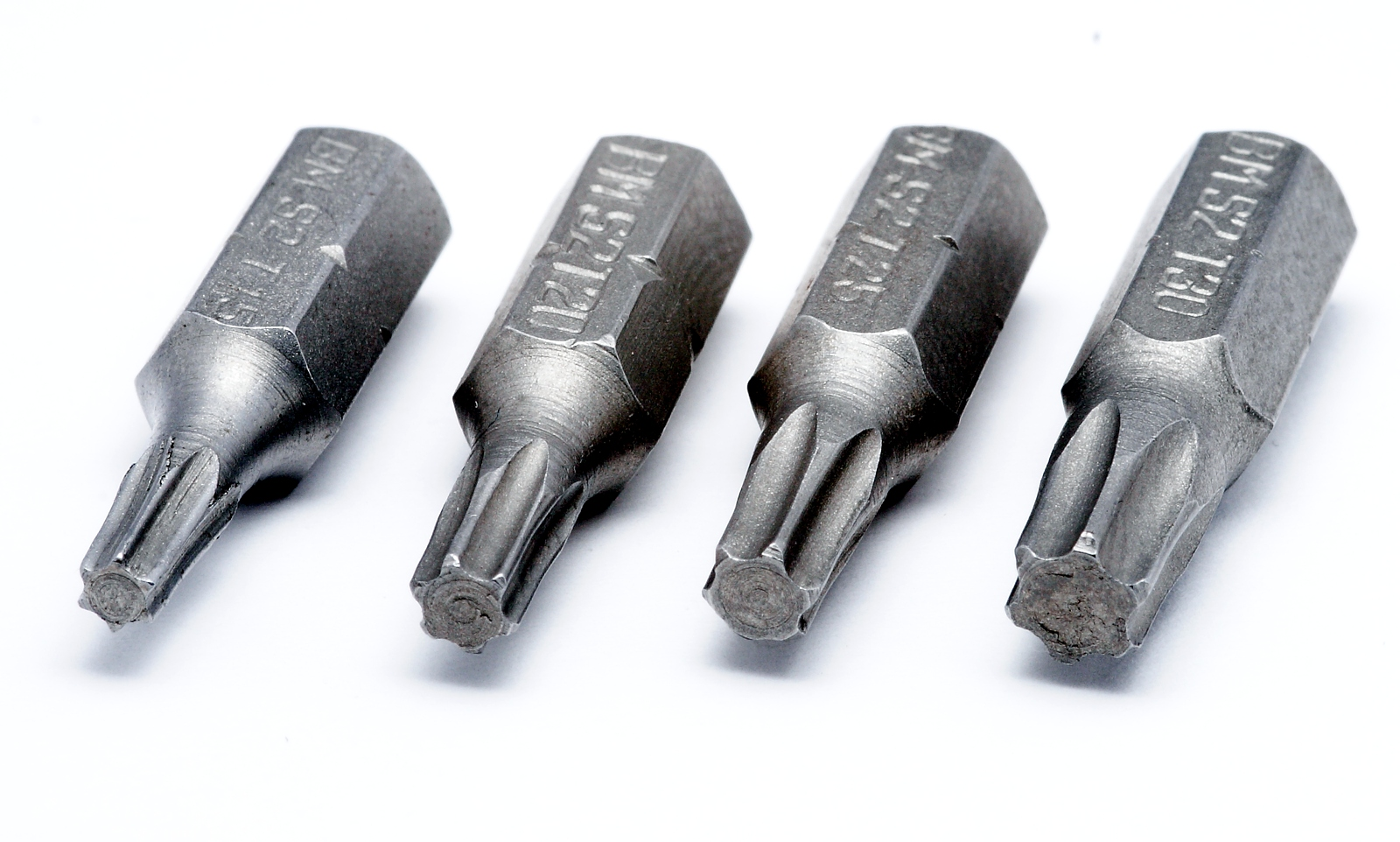
Біти з наконечником Torx, розміри: 15, 20, 25, 30

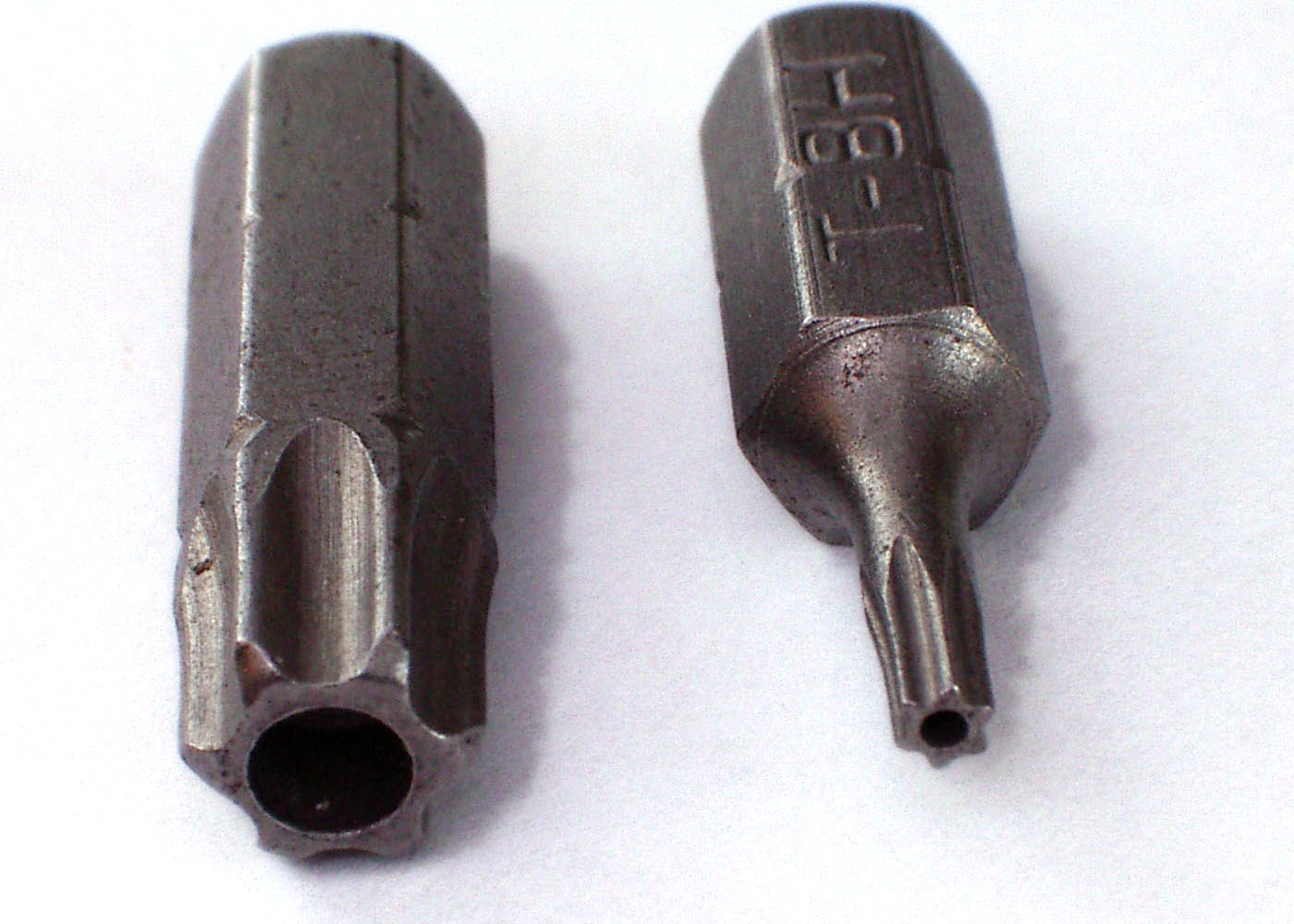
Біти з наконечником Torx Tamper Resistant

Torx (англ. Торкс) — тип шліца різьбових кріпильних виробів у формі шестипроменевої зірки. Зареєстрований товарний знак фірми Textron Fastening Systems з 1967 року.

## Принцип дії
На відміну від хрестоподібного шліца Phillips, спроєктованого для вискакування викрутки зі шліца, щоб запобігти надмірному вкручуванню (що було потрібно на конвеєрах при відсутніх на той час динамометрах), шліц Torx запобігає вискакуванню викрутки і на відміну від шестигранного шліца має набагато більшу площу дотику між шліцом та викруткою, що збільшує строк служби викрутки до 10 разів.

## Різновиди
- Torx Tamper Resistant (антивандальний) позначається як TR. Всередині шліца є штир та відповідний цьому штирю отвір у викрутки або ключа.
- Torx Plus і Torx PlusTamper Resistant[2].

### 5-lobe Torx

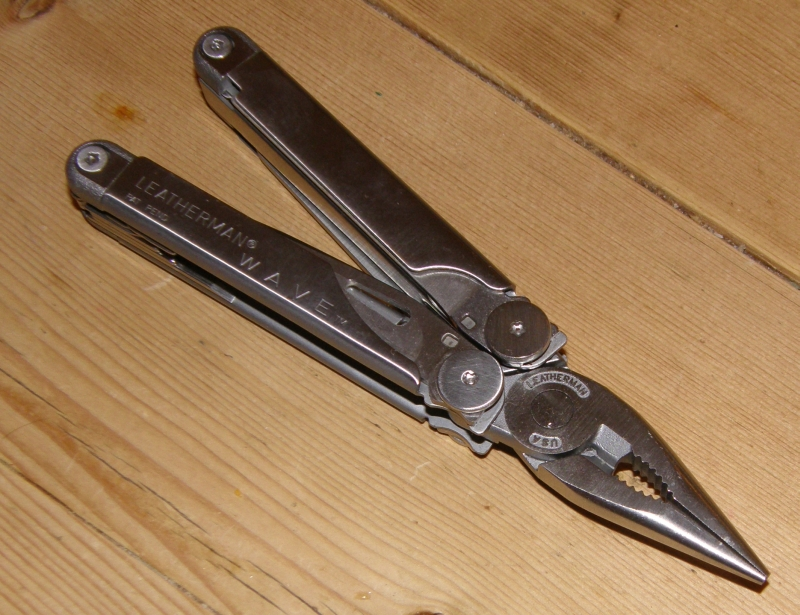
Фіксація осей в руків'ї мультитула Leatherman за допомогою гвинтів з п'ятипроменевими шліцами Torx

Brigadier Pentahedron key set — п'ятипроменевий Torx.

## Маркування та розміри
Ключі та викрутки мають маркування T або TX з номером шліца — 1, 2, 3, 4, 5, 6, 7, 8, 9, 10, 15, 20, 25, 27, 30, 40, 45, 50, 55, 60, 70, 80, 90, 100.
Ключі та викрутки з шліцомTorx Tamper Resistant після основного маркування додатково позначаютьсяTR.
У ключів та викруток з шліцом Torx Plus спочатку вказується номер шліца, а після — замість T або TX позначається буквами IP.
Ключі та викрутки з шліцом Torx Plus Tamper Resistant після основного маркування додатково позначаються TS.
| Найменування | Розмір | Розмір | Максимальний момент, Н · м |
| ------------ | ------ | ------ | -------------------------- |
| Найменування | дюйми  | мм     | Максимальний момент, Н · м |
| T3           | 0,046" | 1,17   | -                          |
| T4           | 0,050" | 1,28   | -                          |
| T5           | 0,055" | 1,42   | 0,43                       |
| T6           | 0,066" | 1,70   | 0,75                       |
| T7           | 0,078" | 1,99   | 1,4                        |
| T8           | 0,090" | 2,31   | 2,2                        |
| T9           | 0,098" | 2,50   | 2,8                        |
| T10          | 0,107" | 2,74   | 3,7                        |
| T15          | 0,128" | 3,27   | 6,4                        |
| T20          | 0,151" | 3,86   | 10,5                       |
| T25          | 0,173" | 4,43   | 15,9                       |
| T27          | 0,195" | 4,99   | 22,5                       |
| T30          | 0,216" | 5,52   | 31,1                       |
| T40          | 0,260" | 6,65   | 54,1                       |
| T45          | 0,306" | 7,82   | 86,2                       |
| T50          | 0,346" | 8,83   | 132                        |
| T55          | 0,440" | 11,22  | 252                        |
| T60          | 0,519" | 13,25  | 437                        |

## Використання
Кріплення з шліцом Torx зазвичай використовуються в техніці: автомобілях, велосипедах, гальмівних системах, різноманітних збірних металевих конструкціях, жорстких дисках комп'ютерів, банкоматах, споживчій електроніці та паливній апаратурі.